# Høgeugle
Høgeugle (Surnia ulula) har en længde på 36-41 centimeter og et vingefang på 74-81 centimeter.
Den lever primært af lemminger og andre gnavere.
Høgeuglen er en meget sjælden gæst i Danmark.